# Sádočné
Sádočné (hongrois : Szádecsne) est un village de Slovaquie situé dans la région de Trenčín.

## Histoire
La première mention écrite du village date de 1339.

## Démographie

### Évolution de la population
| Année:               | 1994. | 2004.    | 2014.   | 2024.   |
| -------------------- | ----- | -------- | ------- | ------- |
| Nombre de personnes: | 181   | 161      | 165     | 158     |
| Différence:          |       | -11,04 % | +2,48 % | -4,24 % |

| Année:               | 2023. | 2024.   |
| -------------------- | ----- | ------- |
| Nombre de personnes: | 159   | 158     |
| Différence:          |       | -0,62 % |